# The Beginning or the End
The Beginning or the End is een Amerikaanse dramafilm uit 1947 onder regie van Norman Taurog.

## Verhaal
President Roosevelt wijst generaal-majoor Leslie Groves aan als militaire supervisor van het Manhattanproject in Oak Ridge. Tijdens die geheime operatie wordt de eerste atoombom ontwikkeld. De bom wordt in gereedheid gebracht voor tests, hoewel critici vrezen dat de explosie het einde van de mensheid kan betekenen.

## Rolverdeling
| Acteur              | Personage                     |
| ------------------- | ----------------------------- |
| Brian Donlevy       | Generaal-majoor Leslie Groves |
| Robert Walker       | Kolonel Jeff Nixon            |
| Tom Drake           | Matt Cochran                  |
| Beverly Tyler       | Ann Cochran                   |
| Audrey Totter       | Jean O'Leary                  |
| Hume Cronyn         | Dr. Robert Oppenheimer        |
| Hurd Hatfield       | Dr. John Wyatt                |
| Joseph Calleia      | Dr. Enrico Fermi              |
| Godfrey Tearle      | President Roosevelt           |
| Victor Francen      | Dr. Marré                     |
| Richard Haydn       | Dr. Chisholm                  |
| Jonathan Hale       | Dr. Vannevar Bush             |
| John Litel          | K.T. Keller                   |
| Henry O'Neill       | Generaal Thomas F. Farrell    |
| Warner Anderson     | Kapitein William S. Parsons   |
| Barry Nelson        | Kolonel Paul Tibbets          |
| Art Baker           | President Truman              |
| Ludwig Stössel      | Dr. Albert Einstein           |
| John Hamilton       | Dr. Harold C. Urey            |
| Frank Ferguson      | Dr. James B. Conant           |
| Tom Stevenson       | Dr. E.P. Wigner               |
| John Gallaudet      | Dr. Leo Szilard               |
| Nella Walker        | Grace Tully                   |
| Edward Earle        | Charles G. Ross               |
| Moroni Olsen        | Dr. Arthur H. Compton         |
| Norman Lloyd        | Dr. Troyanski                 |
| Jim Davis           | Piloot op Tinian              |
| Charles Trowbridge  | Walter S. Carpenter jr.       |
| Frank Wilcox        | Dr. W.H. Zinn                 |
| Henry Hall          | Generaal Brehon Somervell     |
| Paul Harvey         | Luitenant-generaal W.D. Styer |
| Larry Johns         | Quaker-wetenschapper          |
| Robert Emmett Keane | Dr. Rand                      |
| James Bush          | Dr. Ernest O. Lawrence        |
| Trevor Bardette     | Ziekenhuisarts                |
| William Wright      | Kolonel John Lansdale         |
| Damian O'Flynn      | C.D. Howe                     |